# 国立国会図書館法
国立国会図書館法（こくりつこっかいとしょかんほう、昭和23年2月9日法律第5号）は、国立国会図書館の組織および任務、所掌事務に関する日本の法律である。
1948年（昭和23年）2月9日に公布された。

## 概要と特色
国立国会図書館法は、国会法（昭和22年法律第79号）第130条に基づき、国立国会図書館を設置するために別に定められた法律にあたる。1948年に国会法と同時に施行された国会図書館の組織法である国会図書館法（昭和22年法律第84号）を廃止して、新たに制定された。
この法律は、国会が連合国軍最高司令官総司令部(GHQ/SCAP)に要請して、アメリカ合衆国から招聘した図書館使節団が日本側との協議を踏まえて覚書として、国会に提示した法律素案をほとんどそのまま直訳した原案に、国会での審議に基づいて、若干の修正を加えた形で成立した。ただし、前文「国立国会図書館は、真理がわれらを自由にするという確信に立って、憲法の誓約する日本の民主化と世界平和とに寄与することを使命として、ここに設立される。」は、日本側の追加したもので、制定当時の参議院議員羽仁五郎の提案によるとされる。
法律制定の経緯から、アメリカ議会図書館の制度を模範として取り入れており、国立国会図書館を単なる国会議員の執務参考のための図書記録の保管所ではなく、調査員を置いて国会のための調査機関とする点、そして国会のための議会図書館であると同時に、唯一の国立図書館としての機能を兼ね備えさせている点が、最も際立った特色である。
国会の図書館としては、国会議員の職務の遂行に資することを設置目的に掲げ（2条）、内部部局として調査及び立法考査局を置いて国会の両議院、委員会及び議員に対して法案の分析・評価、立法に関連する資料の提供、議案の起草などの奉仕を行う（15条）。
その一方で、文化財の蓄積及び利用に資するため、納本制度による国内出版物の網羅的蒐集を行い（24条）、定期的に日本国内で刊行された出版物の目録又は索引（全国書誌）を出版する（7条）など、国内の出版物を後世に伝える国立図書館としての機能を有し、またその奉仕は国会議員のみではなく日本国民一般に対しても提供され（2条）、議員等の要求を妨げない限り国民に最大限の奉仕を行うこと（21条）とされている。
また、アメリカの使節団と日本側の協議によって考案された日本の国立国会図書館特有の制度として、行政の各官庁や裁判所の持っている図書館を国会図書館の分館としての性格をもつ支部図書館とすること（20条）がある。

## 構成
- 前文
- 第1章 設立及び目的（第1条～第3条）
- 第2章 館長（第4条～第8条）
- 第3章 副館長並びにその他の職員及び雇傭人（第9条～第10条）
- 第4章 議院運営委員会及び国立国会図書館連絡調整委員会（第11条～第13条）
- 第5章 図書館の部局（第14条）
- 第6章 調査及び立法考査局（第15条～第16条）
- 第6章の2 関西館（第16条の2）
- 第7章 行政及び司法の各部門への奉仕（第17条～第20条）
- 第8章 一般公衆及び公立その他の図書館に対する奉仕（第21条～第22条）
- 第9章 収集資料（第23条）
- 第10章 国、地方公共団体、独立行政法人等による出版物の納入（第24条～第24条の2）
- 第11章 その他の者による出版物の納入（第25条～第25条の2）
- 第11章の2 国、地方公共団体、独立行政法人等のインターネット資料の記録(第25条の3)
- 第11章の3 オンライン資料の記録 (第25条の4)
- 第12章 金銭の受入及び支出並びに予算（第26条～第28条）
- 附則